# Draghixa
Draghixa Laurent (Split, Croacia; 3 de junio de 1973) es una actriz pornográfica francesa de la década de 1990. Empleó ocasionalmente también el nombre artístico de Monika Dombrowski.

## Biografía
Nacida en Split, en la actual Croacia, Dragica Jovanović vivió en Francia desde los dos años. Estudió para peluquera, pero tras conocer al actor porno Eric Weiss, al que estuvo unida sentimentalmente, comenzó su carrera en el cine X en 1993, con la película Offertes à tout n° 3 bajo la dirección de Michel Ricaud. En 1994 marchó a Estados Unidos.
Su trabajo fue reconocido con el premio Hot d'Or en 1995 por su aparición en El perfume de Mathilde de Marc Dorcel. En mayo de 1995, tan solo dos años tras su debut y en pleno auge profesional, anunció su intención de apartarse del cine pornográfico a causa principalmente por el temor a contagiarse del sida. Hoy en día ya no está en activo.

## Filmografía parcial
| Año  | Título                                                     | Papel                                                   |
| ---- | ---------------------------------------------------------- | ------------------------------------------------------- |
| 1993 | Offertes à tout 3                                          |                                                         |
| 1994 | Drácula                                                    | hermana menor                                           |
| 1994 | El perfume de Mathilde                                     | Mathilde (difunta esposa de Sir Rémy) y Eva (huérfana)  |
| 1994 | Citizen Shane                                              | en la ducha, bailarina de ballet, muchacha con su novio |
| 1995 | Orgie à Venise                                             |                                                         |
| 1995 | Honeydrippers 2: Blonde Forces                             |                                                         |
| 1995 | Hot Cousins                                                |                                                         |
| 1995 | Nasty Girls 6                                              |                                                         |
| 1995 | Secretos de mujeres                                        |                                                         |
| 1995 | The Voyeur                                                 |                                                         |
| 1995 | Up and Cummers 15                                          |                                                         |
| 1996 | Cum One, Cum All: The Best of Up and Cummers Early Volumes |                                                         |
| 1996 | Hamlet, pour l’amour d’Ophélie                             |                                                         |
| 1996 | Lesbian Lovers 2                                           |                                                         |
| 1996 | Sperma Klinik                                              |                                                         |
| 1997 | Concetta Licata 2                                          |                                                         |
| 1998 | The Best by Private 1: Private Stars                       |                                                         |
| 1998 | Anal X Import 18: France                                   |                                                         |
| 1998 | Maximum Perversum 69 - Perverse Leidenschaften             |                                                         |
| 2000 | Absolute Private                                           |                                                         |
| 2002 | Private Lust Treasures 1                                   |                                                         |

## Vídeos musicales
- 1997 : Did You Test?
- 1995 : Cours vite (sencillo antes del álbum Silmarils del grupo homónimo.)
- 2000 : You Are My High